# 1955 a légi közlekedésben
Ez a lista az 1955-ös év légi közlekedéssel kapcsolatos eseményeit tartalmazza.

## Események

### Február
- február 26. – George F. Smith az első ember, aki túlél egy hangsebesség feletti katapultálást, amikor 1,05 Mach sebességnél elhagyja a North American F–100 Super Sabre gépét.

### Március
- Szolgálatba állítják a MiG–19-et és megkezdődik a típus sorozatgyártása
- március 10. – Megalakul a Pakistan International Airlines

### Április
- Kelly Johnson utasítására a Lockheed egyik berepülőpilótája egy eldugott, leszállópályának alkalmas helyszínt keres, ahol a Lockheed U–2-vel kísérletezhetnek. Megtalálják a később 51-es körzetként elhíresült Groom Lake-et. A Skunk works irányítása alatt megkezdődik egy bázis felépítése.
- április 1. – Véget ér a második világháború utáni Németországot sújtó motoros repülési tilalom, az újjáépített Lufthansa újraindítja a járatait

### Június
- június 28. – Jean Moire egy Bell 47 helikopterrel leszáll a Mont Blanc 4807 méteres csúcsára.

### Július
- Az 51-es körzetben épült légibázis munkálatai befejeződnek. A 800 000 dolláros költséggel épült bázison három hangár, egy irányítótorony, egy kantin, egy kifutópálya illetve számtalan lakóautó található. A Skunk works burbanki létesítményéből az első U–2 július 24-én jut el a bázisra egy C–124 Globemaster II szállítógép fedélzetén.

- július 27. – Az El Al légitársaság 402-es járatát, egy Lockheed L-149 Constellation típusú repülőgépet lelőnek Bulgária légterében Petrich közelében, miután az nem azonosítja magát a légi irányítás számára. (A gépen utazó 51 utas és 7 fő személyzet közül mindenki életét veszíti.)[1]

## Első repülések

### Február
- február 14. – Je–2, a MiG–21 prototípusa

### Március
- március 2. – Dassault Super Mystère
- március 12. – Aérospatiale Alouette II

### Május
- május 27. – Sud Aviation Caravelle

### Június
- június 17. – Tu–104
- június 25. – Dassault Mirage I

### Július
- július 23. – TS–8 Bies

### Augusztus
- augusztus 4. – Lockheed U–2 Dragon Lady

### Szeptember
- szeptember 7. – Szu–7

### Október
- október 22. – Republic F–105 Thunderchief
- október 25. – Saab J 35 Draken

### November
- Cessna 172
- Fokker F27